# Kujtim Spahivogli
Kujtim Spahivogli (ur. 30 czerwca 1932 w Lushnji, zm. 7 lipca 1987 w Tiranie) – albański aktor i reżyser.

## Życiorys
W 1952 ukończył naukę w szkole artystycznej Jordan Misja w Tiranie, a następnie wyjechał do Moskwy. W 1956 ukończył studia aktorskie w GITIS, po czym powrócił do Albanii, gdzie został aktorem Teatru Ludowego (późniejszego Teatru Narodowego). Zadebiutował na tej scenie rolą Feliksa Dzierżyńskiego w dramacie Dzwony Kremla Nikołaja Pogodina. Występował głównie w dramatach albańskich, ale zagrał także główną rolę w Hamlecie. Sporadycznie występował także w roli reżysera. Zajmował się także pracą dydaktyczną - był m.in. dziekanem wydziału dramatu Instytutu Sztuk w Tiranie. W 1964 współtworzył Teatr Petro Marko we Wlorze, z którym współpracował jako reżyser.
W 1973 został usunięty z teatru z powodów politycznych i wraz z rodziną internowany w pobliżu Fieru. Przypuszczalnie jednym z powodów była przyjęta negatywnie przez władze partyjne inscenizacja Łaźni W.Majakowskiego.
Na dużym ekranie zadebiutował w 1966 jedną z głównych ról w filmie fabularnym Oshëtime në bregdet.
Pośmiertnie, już w latach 90. został uhonorowany przez władze Albanii tytułem Artysty Ludu (alb. Artist i Popullit). Imię aktora przyjął Narodowy Teatr Eksperymentalny, działający w Tiranie, a także jedna z ulic w tirańskiej dzielnicy Selitë.

## Role filmowe
- 1966: Oshëtime në bregdet jako Selim